# Podpora prodeje
Podpora prodeje (anglicky sales promotion) je poskytnutí určité výhody spotřebiteli (převážně ekonomického charakteru) spojené s užitím nebo nákupem produktu a poskytuje spotřebiteli přímý podnět ke koupi.

## Možná definice
Kotler podporu prodeje charakterizuje jako „soubor různých motivačních nástrojů, převážně krátkodobého charakteru, vytvářených pro stimulování rychlejších nebo větších nákupů určitých výrobků či služeb“

## Časová omezenost podpory prodeje
Klíčovým pojmem u podpory prodeje je čas, stejně tak jako skutečnost, že u této formy propagace je vždy nutná aktivní spoluúčast spotřebitelů právě a pouze v tu dobu, kdy probíhá akce na podporu prodeje.
Lze uvést příklad – nabídkové akční brožury supermarketů. Tato nabídka akčních slev platí vždy jen po dobu uvedenou v letáku. Doba akce se pohybuje v rozmezí od jednoho týdne až po jeden měsíc, výjimečně i déle. Běžná je doba „od soboty do soboty“, tedy osm dnů nebo „od soboty do neděle“.
Podpora prodeje je velice efektivním marketingovým nástrojem, který v reálném obchodě skutečně podstatně zvyšuje prodej produktů. Proto je podpora prodeje používána převážnou částí obchodníků, z nichž některými soustavně (např. řetězce supermarketů).

## Výhody a nevýhody podpory prodeje
Velkou výhodou podpory prodeje je velmi intenzivní a okamžité působení na rozhodování spotřebitele, okamžitý nárůst obratu firmy, je rychlejší proti reklamě a má lépe měřitelné účinky.
Mezi nevýhody lze zařadit časové omezení trvání, zvýšení cenové senzitivity spotřebitele, poškození vlastní image, protože si zákazníci začnou myslet vzhledem k častým slevám, že dochází ke snižování kvality výrobků.

## Nástroje podpory prodeje
Ve vztahu k účinkům můžeme nástroje podpory prodeje rozlišovat na cenové a necenové.
U obchodní firmy můžeme nástroje podpory prodeje rozdělit na dlouhodobé a krátkodobé. Převážná část nástrojů je krátkodobá. Dlouhodobé nástroje jsou např. věrnostní programy.

## Typy a formy podpory prodeje
Lze rozlišit typy podpory prodeje podle druhů zákazníků, na které je podpora prodeje zaměřena. Řadí se mezi ně:
1. Podpora prodeje cíleně zaměřená směrem ke zprostředkovatelům. Může obsahovat například: obchodní cenové a necenové dohody, společnou propagaci a reklamní činnost, výstavky nabízeného zboží, pracovní porady a schůzky, věcné nebo peněžité odměny a bonusy, společenská setkání, rauty, pohoštění a další.
2. Podpora prodeje, při níž se používají především následující nástroje, je zaměřená na spotřebitele: kupony, vydávané výrobcem, podmíněné splněním daných podmínek, krátkodobé slevy z cen pro zboží krátkodobé spotřeby, systém rabatů pro zboží dlouhodobé spotřeby, cenové balíčky s dočasně stanovenou nižší cenou, dárky a odměny, soutěže, hry a loterie, vzorky k vyzkoušení zdarma nebo se slevou a další.
3. Podpora prodeje směřovaná do maloobchodní činnosti obvykle zahrnuje například: slevy z obvyklých ceníkových cen, které jsou časově omezené, maloobchodní kupony, které po splnění podmínek přinášejí úsporu, výstavky akčního zboží uvnitř obchodů, ukázky nového zboží, ochutnávky výrobků zdarma, předvádění kladných vlastností výrobků a další.[2]

Forem podpory prodeje podle vnímání zákazníků je značné množství. Jde například o „3 za cenu 2“, za nákup vybraného produktu komplementární výrobek navíc (zdarma), „nový za starý“, kupon na další nákup, poskytnutí záruk nad zákonem danou lhůtu, dárky, cenové akce, loterie a spotřebitelské soutěže atd. Některé metody podpory prodeje (např. soutěže) jsou výhodným nástrojem ke sběru osobních dat a budování databází, které s úspěchem využívá jiná nástrojová skupina marketingové komunikace – přímý marketing.

## Motivační program
Jeho podstatou je odměnit zákazníky za jejich věrnost. Cílem je přimět zákazníka, aby se stal trvalým zákazníkem. Motivační programy se zaměřují na vytváření dlouhodobého vztahu mezi klientem a značkou. Spotřebitel sbírá známky, kupony, ústřižky, čárové kódy, účtenky = body. Po splnění podmínek herního plánu může „hráč - zákazník“ obdržet buď dárek z katalogu odměn, čerpat slevu nebo jinou výhodu.
Podle charakteru motivačních programů dělíme programy na dárkové (dárky a vzorky zdarma), slevové (sleva na další nákup, zvýhodněná nabídka, prémie), rabatové (sleva za odběr zboží v určité hodnotě) a kombinované (věrnostní karta).

## „Zákazníci prodávají“
Jedná se o netradiční formu podpory prodeje. Majitelé obchodů pozvou své loajální zákazníky, aby se na chvíli stali jejich prodavači – například v sobotu dopoledne. Akci oznámí na facebookové a internetové stránce a upozorní na ni své prodejce, aby o ní rozšířili povědomí. S pomocí této akce se obchod může dostat do médií a získat potřebnou publicitu. Pro nejúspěšnějšího zákazníka – prodavače si majitel připraví hmotnou odměnu.

## Merchandising
V českém nepřesném ekvivalentu lze říci, že tento pojem znamená mít zboží na správném místě, za správnou cenu a ve správný čas. Snahou je eliminovat výpadky zboží na prodejní ploše.
Merchandising se rovněž zabývá zajištěním druhotných vystavení (zajištění služeb ohledně dalších prodejních míst). Dále se stará o zajištění a kontrolu platných cenovek, jejich aktualizaci, zvýraznění v době akce, výměnu poškozeného zboží, vratky akčního zboží, distribuci materiálů, sběr informací z průběhu servisu a zjištěného stavu, údržbu místa prodeje, zajištění doplňkových služeb jakými jsou např. přebaly a příbaly zboží či vybalení zboží.

## Podpora prodeje v Evropě
V podpoře prodeje hrají významnou roli kulturní rozdíly. Osvědčené prostředky v jedné zemi mohou naprosto selhat v jiné zemi.
Z důvodu legislativně volnějšího prostředí je ve Spojeném království rozvinutější podpora prodeje než v ostatních státech EU. V Itálii je velice důležité spojení produktu a značky, přináší to lepší přijetí u zákazníků. V Belgii mají maloobchodníci zakázáno nabízet slevy vyšší než 33 %, nelze tedy aplikovat slevu 1+1 zdarma. Ve Francii, Španělsku, Itálii, Portugalsku, Lucembursku, Řecku a Irsku je zákaz vyprodávat zboží za cenu nižší než jsou výrobní náklady podniku. V ČR, Polsku, Maďarsku existují liberální zákony upravující podporu prodeje.